# Suginami
Suginami (杉並区; -ku) é uma região especial da Metrópole de Tóquio, no Japão.
Em 2003 tinha uma população estimada em 530,307 habitantes e uma densidade populacional de 15,588.10 h/km². Tem uma área total de 34.02 km².
Suginami foi fundada a 15 de março de 1947.